# Cedicoides pavlovskyi
Cedicoides pavlovskyi is een spinnensoort uit de familie van de Desidae.
De wetenschappelijke naam van de soort werd in 1941 als Cedicus pavlovskyi gepubliceerd door S. Spassky.